# Laurence Saunders

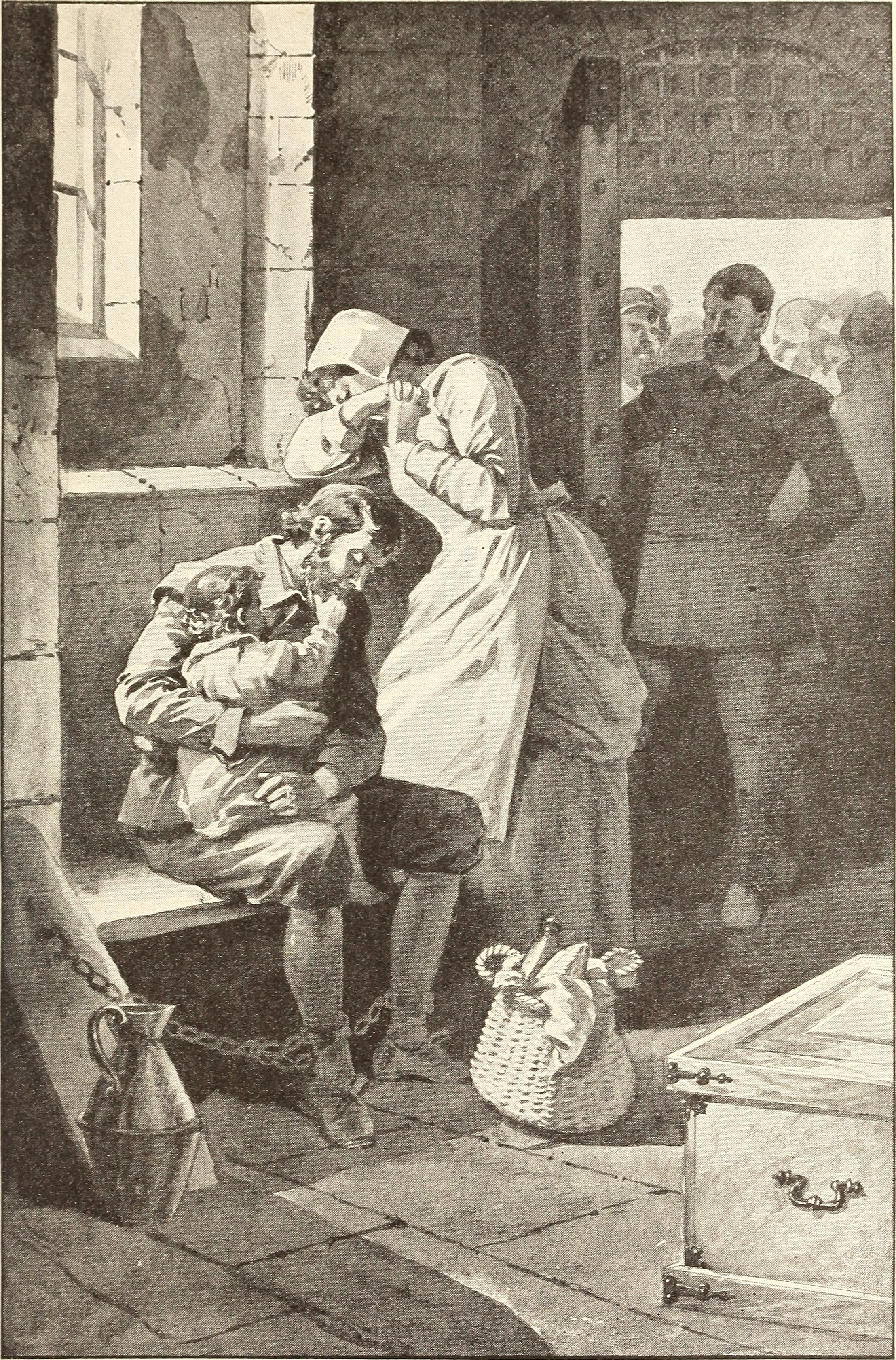
Frau und Kind besuchen Laurence Saunders im Gefängnis

Laurence Saunders (* 1519; † 8. Februar 1555 in Coventry), auch Lawrence Saunders geschrieben, war ein englischer evangelischer Märtyrer, dessen Lebensgeschichte in Foxe’s Book of Martyrs aufgezeichnet ist. Eine latinisierte Namensvariante ist Laurentius Sa(u)nders. Die Mitschrift seines Ketzerprozesses gibt seiner eigenen Angabe entsprechend 1520 als Geburtsjahr an.

## Leben

### Frühe Jahre
Saunders wurde am Eton College und am King’s College (Cambridge) ausgebildet. Nach Erwerb seines Abschlusses als Baccalaureus Artium im Jahre 1541 wurde er von Sir William Chester ausgebildet, legte aber bald seine ökonomischen Ambitionen ab und setzte seine Studien fort, mit einem Magisterabschluss im Jahre 1544 sowie dem Erwerb eines Doktorgrades im Fach Theologie. In den frühen Jahren der Herrschaft Eduards VI. erhielt er eine Predigtlizenz. Er galt als höchst begabt und war dementsprechend sehr beliebt, was ihm ein offizielles Lektorenamt in Fotheringhay und später an der Kathedrale von Lichfield einbrachte. Im Jahre 1553 erhielt er eine Anstellung an der Kirche All Hallows Bread Street in London, wo George Marsh sein Vikar wurde.

### Prozess und Tod
Am 15. Oktober 1553 predigte er in Northampton, wo er die Gemeinde warnte, dass „die Irrtümer der päpstlichen Religion“ durch Königin Maria wieder in die Kirche eingeführt würden, und dass England eine Heimsuchung Gottes drohen würde für deren „laue Gleichgültigkeit in der Sache Christi und der Segnungen seines ruhmreichen Evangeliums“.

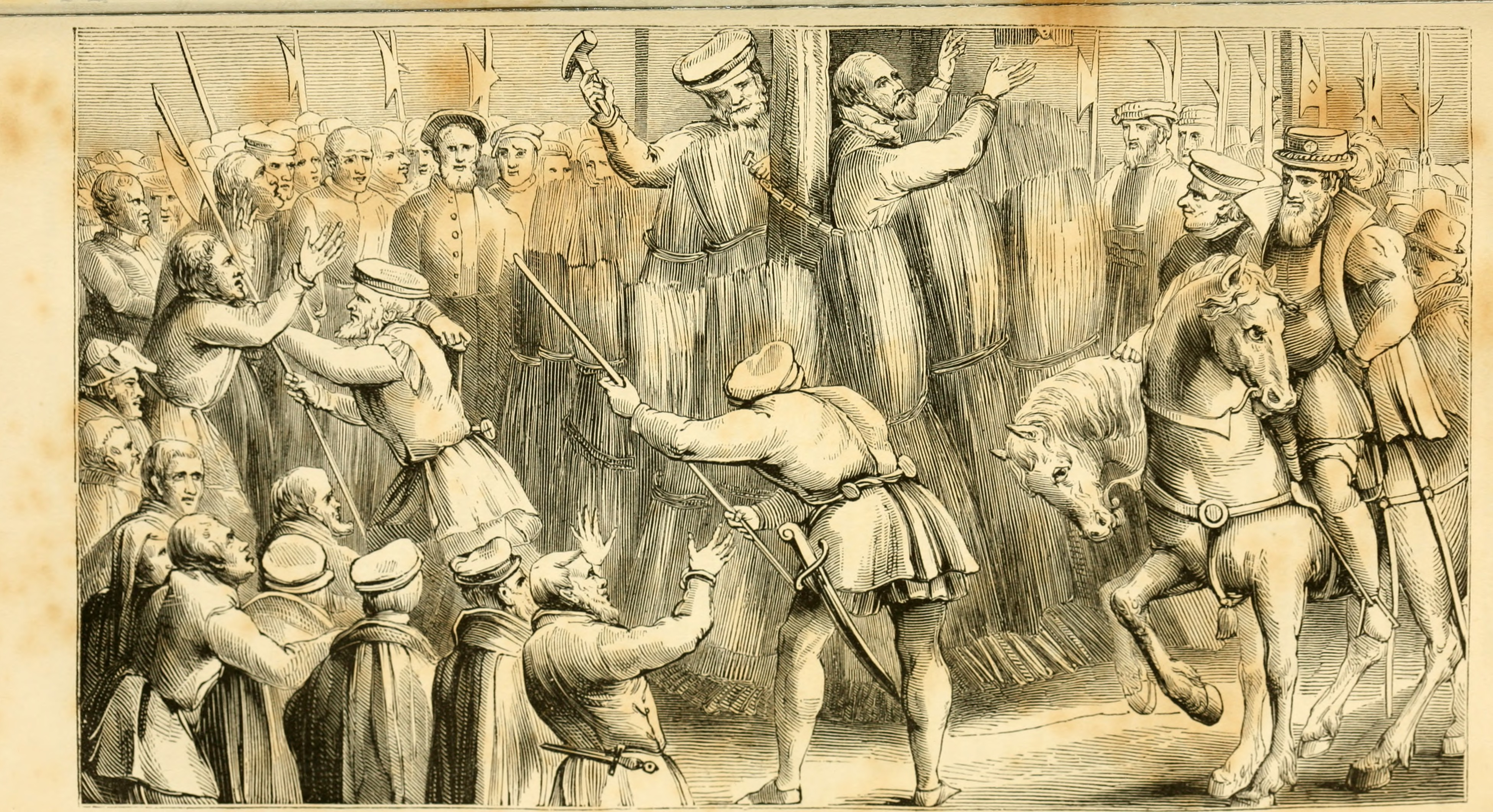
Die Verbrennung des Laurence Saunders in Coventry

Im Oktober 1554 wurde er auf Anordnung des Bischofs von London, Edmund Bonner, verhaftet, nachdem er eine Predigt in der All Hallows Bread Street gehalten hatte. Nach drei Monaten Haft wurde er am 29. Januar 1555 angeklagt und wegen Ketzerei verurteilt. Er wurde nach Coventry gebracht und am 8. Februar 1555 verbrannt. Bevor er an den Pfahl gekettet wurde, küsste er diesen mit den Worten „Willkommen o Kreuz Christi, willkommen, ewiges Leben!“
Saunders’ Martyrium soll den Anlass zur Bekehrung und dem späteren Martyrium der Joyce Lewis gebildet haben.

## Familie
Laurence Saunders war der Sohn Thomas Saunders’ († 1528) aus Sibbertoft, Northamptonshire, und Margarets, der Tochter Richard Caves († 1538) aus Stanford, und dessen erster Frau, Elizabeth Mervin. Er hatte fünf Brüder, den Richter Sir Edward Saunders († 1576), den Anwalt und Kaufmann Robert Saunders († 1559), Joseph Saunders, und die Kaufleute Blase Saunders († 1581) und Ambrose Saunders († 1586), sowie drei Schwestern, Sabine, Ehefrau des Kaufmanns John Johnson, Christian († 1545), Ehefrau des Christopher Breten, und Jane, Ehefrau des Clement Villiers.
Während seiner Zeit in Lichfield heiratete Saunders eine Frau namens Joanna, mit der er einen Sohn hatte, Samuel. Nach dem Tod ihres Mannes verließ Joanna England gemeinsam mit Robert und Lucy Harrington. Lucy Harrington starb kurze Zeit später, und am 18. Juni 1556 heiratete Joanna Robert Harrington.

## Werke
- Trewe Mirrour of Glase Wherin We Maye Beholde the Wofull State of Thys Our Realme of Englande, veröffentlicht 1556, Saunders’ Autorschaft ist umstritten
  - Neuauflage Walter J. Johnson Inc. 1975, ISBN 978-90-221-0761-4, in der Reihe The English Experience, Its Record in Early Printed Books Published in Facsimile, #76

## Rezeption
Claas Bruin (1670–1732) veröffentlichte 1719 das Buch Korte schets van het leven en sterven der Martelaren, darin ist im Anschluss an das Kapitel über und die Abbildung zu Laurence Saunders auch das Gedicht De Verbranding van Laurentius Sanders über ihn enthalten:
De Verbranding van LAURENTIUS SANDERS.

Al word gy om uw deugd en ’t Kruisgeloof verraaden,

Geen nood, LAURENTIUS, vertroost u in uw leed;

Al zyn uw vyanden schynheilig boos, en wreed,

Zy konnen ’t lichaam wel, maar de ed’le ziel niet schaden,

Dat kostelyk juweel, hoe loos door list bezwaart,

Blyft, schoon ’t heel-al vergaat, steeds in Gods hand bewaart.
Simon Doekes zitierte das Gedicht 1741 in seiner Gedichtsammlung Verzameling der overgeblevene bybel- zede- en mengelpoëzy.
1747 erschien es in De Historie der Martelaren von Adriaan Corneliszoon van Haemstede, hier, ebenso wie 1719, wieder als Bildunterschrift zu einer Biographie Saunders’.

## Ehrungen
Die Lawrence Saunders Road in Coventry ist nach ihm benannt.